# Astronidium ligulatum
Astronidium ligulatum là một loài thực vật thuộc họ Melastomataceae đặc hữu của Polynésie thuộc Pháp.